# 21. konjeniška divizija (ZDA)
21. konjeniška divizija (izvirno angleško 21st Cavalry Division) je bila konjeniška divizija Kopenske vojske ZDA.